# Glorantha
Glorantha är en fiktiv fantasyvärld skapad av Greg Stafford.
Stafford började sitt skapande 1966 som ett rent tankeexperiment om hur myter och legender skapas, sprids vidare och till slut få ett eget liv. När sedan Stafford i början av 70-talet var med och startade bräd- och rollspelsföretaget Chaosium Inc. så användes hans värld Glorantha som tema och bakgrund i flera av företagets spel, varav det första var brädspelet White Bear and Red Moon. Spelet som gjorde världen känd var dock rollspelet RuneQuest som när det släpptes 1978 använde Glorantha som spelvärld.
År 2000 släpptes ännu ett rollspel som utspelades i Glorantha; Hero Wars, senare namnändrat till HeroQuest, av ännu ett spelföretag skapat av Greg Stafford, Issaries Inc. Spelet i sig skapades dock inte denna gång av Stafford utan av Robin D. Laws.

## Fauna
I Glorantha kan man stöta på ett stort antal olika djur och monster, dels i stort sett alla som existerar i vår egen värld, och dels även diverse fantasiskapelser, de flesta inspirerade av europeisk folktro eller antikens sagor och myter, som till exempel drakar, basilisker, minotaurer och troll.